# Сирон (река)
Сирон (фр. Ciron) је река у Француској. Дуга је 97 km. Улива се у Гарону. 